# Micrerethista eustena
Micrerethista eustena är en fjärilsart som beskrevs av Diakonoff 1955. Micrerethista eustena ingår i släktet Micrerethista och familjen äkta malar. Inga underarter finns listade i Catalogue of Life.